# Tadeusz Bronakowski
Tadeusz Bronakowski (ur. 3 listopada 1959 w Augustowie) – polski duchowny rzymskokatolicki, doktor prawa kanonicznego, biskup pomocniczy łomżyński od 2006.

## Życiorys
Urodził się 3 listopada 1959 w Augustowie jako syn Henryka i Leonardy z domu Kondrackiej. Ukończył Liceum Ogólnokształcące w Suchowoli. W latach 1978–1984 studiował w Wyższym Seminarium Duchownym w Łomży. Święceń prezbiteratu udzielił mu 26 maja 1984 w katedrze łomżyńskiej miejscowy biskup diecezjalny Juliusz Paetz. Inkardynowany został do diecezji łomżyńskiej. W latach 1985–1988 odbył studia magisterskie w zakresie prawa kanonicznego na Akademii Teologii Katolickiej w Warszawie. W 1993 na tej samej uczelni uzyskał doktorat z prawa kanonicznego na podstawie dysertacji Granice i ustrój Diecezji Łomżyńskiej w latach 1925–1992.
W latach 1984–1985 był wikariuszem w parafii Nowogród. Od 1985 do 1986 pracował jako notariusz sądu biskupiego w Łomży, a w latach 1986–1997 notariusz kurii diecezjalnej w Łomży. W 1991 został wicekanclerzem kurii. W 1994 objął funkcję wizytatora wstępnego dla kanonicznej wizytacji parafii, a w 2003 wizytatora urzędu dziekańskiego oraz parafii dziekana rejonowego. W 1995 został sędzią sądu biskupiego diecezji ełckiej, a w 1996 również sądu biskupiego diecezji łomżyńskiej.
W 1997 został dyrektorem Domu Biskupiego w Łomży i dyrektorem Diecezjalnego Domu Rekolekcyjnego w Łomży. W 2002 wszedł w skład rady kapłańskiej. W 2003 został delegatem biskupa łomżyńskiego ds. szkół katolickich w Łomży, a w 2005 objął nadzorem szkoły katolickie w diecezji. W 2003 został członkiem rady programowej Diecezjalnego Radia Nadzieja. W 2004 objął funkcję przewodniczącego komisji stypendialnej Funduszu Diecezji Łomżyńskiej „Dzieło Nowego Tysiąclecia”. W 2005 został członkiem rady nadzorczej Katolickiego Centrum Informacji Europejskiej w Łomży. W latach 1995–2005 uczestniczył w pracach I Synodu Diecezji Łomżyńskiej, następnie został członkiem Komisji Posynodalnej. W 1997 został współredaktorem kwartalnika „Łomżyńskie Wiadomości Diecezjalne” i współredaktorem „Rocznika Diecezji Łomżyńskiej”. W 1999 otrzymał godność kapelana Jego Świątobliwości.
W 1989 rozpoczął prowadzenie wykładów z prawa kanonicznego, prawa wyznaniowego i techniki kancelaryjnej w Wyższym Seminarium Duchownym w Łomży. Został też wykładowcą Kolegium Teologicznego w Łomży i Instytutu Studiów nad Rodziną Uniwersytetu Kardynała Stefana Wyszyńskiego w Warszawie.
11 lutego 2006 papież Benedykt XVI mianował go biskupem pomocniczym diecezji łomżyńskiej ze stolicą tytularną Tigisi w Mauretanii. Święcenia biskupie otrzymał 4 marca 2006 w katedrze łomżyńskiej. Udzielił mu ich biskup diecezjalny łomżyński Stanisław Stefanek w asyście Tadeusza Zawistowskiego, emerytowanego biskupa pomocniczego łomżyńskiego, i Wojciecha Ziemby, arcybiskupa metropolity białostockiego. Jako zawołanie biskupie przyjął słowa „Nolite timere, Deus caritas est” (Nie lękajcie się, Bóg jest miłością).
W strukturach Konferencji Episkopatu Polski objął funkcję przewodniczącego Zespołu ds. Apostolstwa Trzeźwości, od 2018 Zespołu ds. Apostolstwa Trzeźwości i Osób Uzależnionych. Został ponadto członkiem Rady Prawnej, Komisji ds. Polonii i Polaków za Granicą, Zespołu ds. Kontaktów z Konferencją Episkopatu Litwy, Zespołu Pomocy Kościołowi na Wschodzie i Rady ds. Środków Społecznego Przekazu.